# Жута карта
Жута карта (енгл. The Yellow Ticket) је британска филмска драма из 1931. године, један од првих филмова Лоренса Оливијеа.

## Улоге
| Глумац          | Улога             |
| --------------- | ----------------- |
| Елиса Ланди     | Марја Калиш       |
| Лајонел Баримор | барон Игор Андреј |
| Лоренс Оливије  | Џулијан           |
| Валтер Бајрон   | гроф Николај      |
| Борис Карлоф    | Ордерли           |